# Дом купца В. И. Школова
Дом купца В. И. Школова — двухэтажное здание середины XIX века постройки по улице Шашина в селе Дединово Луховицкого района Московской области. Памятник истории и культуры регионального значения. В настоящее время здание используется в качестве жилого дома под несколько квартир.

## История
Жилой двухэтажный дом купца В. И. Школова, возведённый в середине XIX века. Автор строения неизвестен. На картах населённого пункта от 1876 года этот дом уже имеется. По свидетельству местных жителей в этом доме проживал дединовский купец Василий Иванович Школов — владелец молокозавода, с 1911 г. поставщик молочных продуктов ко двору Александры Фёдоровны.
В конце XIX века с западной стороны строения была пристроена двухэтажная деревянная пристройка, предназначенная под лестничную клетку. Первоначальные интерьеры памятника архитектуры утрачены.
В настоящее время помещения дома используются под жилые квартиры.

## Архитектура
Здание представляет собой двухэтажное строение, на первом этаже кирпичное оштукатуренное, на втором — рубленое «в обло» и обшитое досками. Дом разместился на красной линии улицы Шашина (бывшей улицы Кривуля) и своим уличным фасадом обращен к бывшей Торговой площади.
Строение имеет прямоугольную форму и перекрыто четырехскатной кровлей. Кирпичные стены первого этажа выложены размером 24-25 х 12 х 6-7 см. Перевязка кладки — обыкновенная русская, на известковом растворе. Обработаны швы с односторонней подрезкой. Композиция фасада выделена центральной и боковыми пилястрами на обоих этажах постройки. Полуциркульные, профилированные нишки обрамляют окна первого этажа с улицы. Окна второго этажа — деревянными резными, рельефными наличниками с витыми колонками и пышными сандриками. Боковые фасады повторяют декор уличного вместе с деревянным венчающим карнизом классического профиля, украшенным ажурными деревянными подзорами. Вход в жилое строение расположен со стороны двора. В интерьере памятника потолки — плоские по балкам, полы — дощатые. Здание имеет размеры — 14,6 на 11,8 метров.
Памятник регионального значения охраняется государством на основании постановление Правительства Московской области № 84/9 от 15 марта 2002 года.